# Saskia Clark
Saskia Clark (Colchester, 23 augustus 1979) is een Brits zeilster.
Tijdens de Olympische Zomerspelen 2012 won Clark samen met Hannah Mills de zilveren medaille in de 470 achter de Nieuw-Zeelandse Jo Aleh en Polly Powrie, vier jaar later waren de rollen omgekeerd en wonnen de Britten goud.
Clark en Mills werden in 2012 wereldkampioen.

## Resultaten

### Wereldkampioenschappen
| Jaar | Plaats        | Resultaten |
| ---- | ------------- | ---------- |
| 2005 | San Francisco | 470        |
| 2007 | Cascais       | 470        |
| 2010 | Den Haag      | 470        |
| 2011 | Perth         | 470        |
| 2012 | Barcelona     | 470        |
| 2014 | Santander     | 470        |
| 2015 | Haifa         | 470        |

### Olympische Zomerspelen
| Jaar | Plaats                | Resultaten |
| ---- | --------------------- | ---------- |
| 2008 | Qingdao               | 6e 470     |
| 2012 | Weymouth and Portland | 470        |
| 2016 | Rio de Janeiro        | 470        |

1988: Lynne Jewell / Allison Jolly ·
1992: Patricia Guerra / Theresa Zabell ·
1996: Begoña Vía Dufresne / Theresa Zabell ·
2000: Jenny Armstrong / Belinda Stowell ·
2004: Sofia Bekatorou / Aimilia Tsoulfa ·
2008: Elise Rechichi / Tessa Parkinson ·
2012: Jo Aleh / Polly Powrie ·
2016: Saskia Clark / Hannah Mills ·
2020: Hannah Mills / Eilidh McIntyre